# Simplicius (philosophe)
Pour les articles homonymes, voir Simplicius.
Simplicius ou Simplice, en grec Simplicios de Cilicie (Σιμπλίκιος ὁ Κίλιξ), est un philosophe néoplatonicien grec du VIe siècle et un commentateur d'Aristote et d'Épictète, appartenant à l'école néoplatonicienne d'Athènes.

## Biographie
Né en Cilicie (actuelle Turquie) vers 480, Simplicios devient à Alexandrie le disciple d'Ammonios (fils d'Hermias). Simplicios fut, auprès d'Ammonios, le condisciple d'un autre grand commentateur d'Aristote : Asclépios de Tralles. À Athènes il est le disciple de Damascios, le dernier diadoque au sein de l'école néoplatonicienne d'Athènes qui ferme ses portes en 529 sur injonction de l'empereur Justinien.
Si ses maîtres sont Ammonios et Damascius, son adversaire est Jean Philopon à Alexandrie.
Il s'exile alors en Perse avec d'autres philosophes et gagne la cour du roi philosophe sassanide, Khosro Ier en 532 :

« Damascios le Syrien, Simplicios le Cilicien, Eulamios le Phrygien, Priscianos le Lydien, Hermias et Diogène tous deux de Phénicie, Isidore de Gaza, tous ceux-là donc, la fleur la plus noble, pour parler en poète, des philosophes de notre temps, n’étant pas satisfaits de l’opinion dominante chez les Romains concernant le divin, pensèrent que le régime politique des Perses était bien meilleur. »

— (Agathias, Histoires, Guerres et malheurs du temps sous Justinien [560], trad., Les Belles Lettres.)
La signature d'un traité de paix en 533 entre Khosro Ier et Justinien permet aux philosophes de rentrer chez eux.
Il meurt à Athènes en 560. Il est très apprécié par les aristotéliciens, qui le suivent. Quand Galilée voulut mettre en scène un personnage péripatéticien dans son Dialogo, il choisit de l'appeler Simplicio.

## Philosophie
Néoplatonicien, Simplicios utilise « le système théologique de Proclos et de Damascios » (Pierre Hadot). Il interprète le titre d'Andronicos donné à Aristote, « Métaphysique », de façon platonicienne :

« La discipline qui considère les réalités entièrement séparées de la matière et la pure activité de l'intellect en acte et de l'intellect en puissance, celle qui est élevée à lui du fait de l'activité, tout cela ils l'appellent théologie, philosophie première et métaphysique, puisque cela se situe au-delà des réalités physiques. »

— (Commentaire sur la 'Physique' d'Aristote, I, 21)

## Œuvres
On trouve les ouvrages de Simplicios, en grec, dans la collection Commentaria in Aristotelem Graeca (CAG), Hermann Diels dir., Académie de Berlin, Berlin, éd. Reimer, 1882-1909, 23 t. Trad. an. dans la collection The Ancient Commentators on Aristotle, Richard Sorabji dir., King's College, Londres, Duckworth and Cornell University Press, 1987 ss.
- Commentaire sur le Manuel d'Épictète. Tome I : Chapitres I à XXIX, éd. et trad. Ilsetraut Hadot, Paris, Les Belles Lettres, 2001[3]. Le Tome II n'est pas paru.
- Commentaire sur le Du ciel d'Aristote[4] (De caelo), édi. par J. L. Heiberg : In Aristotelis 'De caelo' commentaria, coll. "Commentaria in Aristotelem Graeca" (CAG) t. VII, Berlin, 1894 ; trad. an. R. J. Hankinson, I. Mueller, R. J. Hankinson : Simplicius, On Aristotle On the Heavens, Londres, Duckworth and Cornell University Press, Ancient Commentators on Aristotle, 2002, 2004, 2005, 2006, 2008.
- Commentaires sur la Physique d'Aristote, édi. par Hermann Diels : In Aristotelis Physica commentaria (extraits), coll. "Commentaria in Aristotelem Graeca" (CAG), t. IX-X, Berlin, 1882-1895. Trad. A. Stevens, Postérité de l'être. Simplicius interprète de Parménide, Bruxelles, Ousia, 1990 ; trad. D. Lefebvre, "Simplicius, Commentaire du chapitre IX du 'Traité du temps' d'Aristote", in Philosophie, XXVI (1990), p. 7-18. Trad. an. D. Konstan, J. O. Urmson, C. Hagen, B. Fleet, R. McKirahan : Simplicius, On Aristotle Physics, Londres, Duckworth and Cornell University Press, coll. "The Ancient Commentators on Aristotle", 1989, 1992, 1994, 1997, 2001.
- Commentaire sur le De l'âme d'Aristote[5] (De anima), édi. par Michael Hayduck : In Aristotelis 'De anima', coll. "Commentaria in Aristotelem Graeca" (CAG), t. XI, Berlin, 1882. Trad. an. J. O. Urmson, C. Steel, H. Blumenthal, Simplicius, On Aristotle On the Soul, Londres, Duckworth and Cornell University Press, Ancient Commentators on Aristotle, 1995, 1997, 2000. Parfois attribué à Priscianus Lydus (Priscien de Lydie).
- Commentaire sur les Catégories d'Aristote[6] (vers 535), édi. : In Aristotelis Categorias commentarium, Leyde, éd. Brill, 1990, p. 1-17. Trad. an. R. Gaskin, F. de Haas, B. Fleet, M. Chase : On Aristotle Categories, Londres, Duckworth and Cornell University Press, Ancient Commentators on Aristotle, 2000, 2001, 2002, 2003. Trad. Ilsetraut Hadot : Commentaire sur les 'Catégories', Leyde, éd. Brill, 1990, 3 fasc.